# Leonardo Salimbeni
Leonardo Salimbeni (Split, 1752 – Verona, 1823) was een militair ingenieur en wiskundige. Salimbeni was directeur van de Militaire School van Verona. Hij was actief als kolonel in de republiek Venetië (tot 1797) en als generaal tijdens het Napoleontisch bestuur in de Cisalpijnse Republiek in Noord-Italië.

## Levensloop

Opuscoli di Geometria e Balistica (1780)

Salimbeni groeide op in Split, aan de Dalmatische kust die onder bestuur viel van de republiek Venetië. Zijn vader Giovanni Salimbeni was een officier. Salimbeni werd militair ingenieur bij de Venetiaanse genie. Met de graad van kapitein doceerde hij wiskunde en militaire bouwkunde aan de Militaire School van Verona. Als docent in Verona had hij contacten met collega's aan Italiaanse en Franse universiteiten. Hij werd bevorderd tot directeur van de Militaire School en behaalde de graad van kolonel. In 1787 werd hij lid van de Academie van Wetenschappen in Turijn, hoofdstad van het koninkrijk Piëmont-Sardinië.
Na de val van de republiek Venetië bezetten Napoleontische troepen Verona (1797). De bevolking van Verona kwam in opstand tijdens de Pasque Veronesi; nadat de Fransen deze hadden neergeslagen, behielden de Fransen hun vertrouwen in Salimbeni. Hij bleef directeur doch de Fransen verplaatsten de Militaire School naar Modena. Het hertogdom Modena was immers opgegaan in de door Napoleon Bonaparte bestuurde Cisalpijnse Republiek (1797-1802) terwijl Veneto naar het keizerrijk Oostenrijk ging. In Modena bevorderden de Fransen Salimbeni tot brigadegeneraal. In 1799 vielen Russische troepen Noord-Italië binnen; dit was een onderdeel van de Tweede Coalitieoorlog. Generaal Salimbeni wilde niet in handen van de Russen vallen en vluchtte met andere Veronezen (1799) naar het veiliger Genua in de Ligurische Republiek. Toen de anti-Franse coalitie van Russen en Oostenrijkers Genua belegerde, vocht Salimbeni mee totdat Genua zich overgaf op 14 juni 1800.
Nadien leidde hij een teruggetrokken leven.

## Werken
Zijn publicaties in de wiskunde, meetkunde, architectuur en genie dateren van voor 1797. Zijn twee bekendste werken zijn:
- Opuscoli di Geometria e Balistica (1780)
- Degli Archi e delle Volte, zes delen (1797). Met behulp van trigonometrie berekende Silambini de instabiliteit van een boog tijdens de opbouw; hoe dichter bij de basis van de boog, hoe stabieler.[2] Dit toonde hij wiskundig aan, waarbij de dikte van de boog een van de parameters was. Hij paste deze berekeningen ook toe op andere gewelven.